# 知ってるつもり?!
『知ってるつもり?!』（しってるつもり）は、1989年10月8日から2002年3月24日まで日本テレビ系列局で毎週日曜21:00 - 21:54（JST）に放送されていた人物系ドキュメンタリー教養番組である。1996年から2000年9月まではCS★日テレでも放送されていた。

## 概要
毎回歴史上の人物を取り上げて紹介していた。大半がその人物の生涯を振り返るものであったが、中には番組放送当時にも現役で活躍している人物を取り上げることもあった。杉原千畝やマルセル・ジュノー、中村久子など、当時は一般にはあまり知られていなかった人物の功績や活躍を取り上げることもあった。取り上げる内容については、一般的に認知されている事柄以外の意外な一面をクローズアップするようにしており、意外性の少ない人物については強引な構成となることがあるほど、ありきたりの伝記番組には収まらないように工夫されていた。
流れとしては、司会の関口宏が番組の要所や終わりに、「さっ、（ここまで）いかがでしたか?」とパネリスト1人ひとりに感想を求め、最後にエンディングテーマ曲とともに関口が箴言調のまとめ文を朗読して番組を終えるというパターンが多かった。
関口は「業績よりその人の思いを引き出したい」としていた。
タイトルの「?!」は、通常の「!?」とは逆の表記になっている。これは「聞いて、驚く」という順序を表している。またごく初期のころはエンターテインメント型情報番組という位置づけで、「巨泉のこんなモノいらない!?」から引き続いて「"THAT'S INFOR-TAINMENT" （ザッツ・インフォーテインメント）」のサブタイトルを冠としていた。

## 番組の歴史
番組開始前、司会の関口宏が高橋進（当時プロデューサー、後に読売テレビ専務）らとともに、「先人たちの生き方の中にわれわれ現代人が生きるヒントを得られるような番組はできないものか」と企画。数か月に及ぶ準備期間を経て、日曜午後9時枠での1時間番組という条件で編成に持ち込み、番組開始が決定された。放送第1回で取り上げた人物は平賀源内であった。
この番組は『クイズ世界はSHOW by ショーバイ!!』に続く「日本テレビクイズプロジェクト」第2弾の番組と位置付けられており、1992年ごろまではクイズ番組的な要素も含んでいた。しかし、クイズは2択が主で非常に簡素なもので出題も1問のみ、正答者に賞品や賞金などは出ず、番組のメイン要素ではなかった。これはプロデューサーが、地味な伝記番組では企画が通らないだろうと、クイズ番組と偽って企画書を出したためである。
初期の伝記VTRでは死への過程までが再現で生々しく紹介されていた。当初の視聴率は1桁台で、萩原敏雄（当時の日本テレビ編成部長、後に同局社長）は、「日曜のゴールデンタイムでこんな地味な番組が視聴率を取れるわけがない、と思った」と述べている。しかし、その後はじわじわと数字を上げていき、放送1周年を迎える頃には20%を突破した。そして、日本テレビが10年連続年間視聴率四冠王を獲得する「黄金の90年代」を代表する番組へと成長していった。最高視聴率は、1993年10月10日放送分の「J・F・K伝説」（2時間スペシャル）で26.1%（ビデオリサーチ調べ、関東地区）。
1991年、関口と番組スタッフがハワイアンバンド「知ってるアイランダーズ」を結成した、関口はウクレレ担当でボーカルはアシスタントの高木希世子、主題歌を歌う平井菜水、関口の妻の西田佐知子。同年12月、放送100回を記録。
番組開始から1998年ごろまでは、日本テレビスタジオ（主にドラマ収録を行う生田スタジオ）での公開収録の形式であった。しかし、水野真紀が3代目アシスタントになった1999年ごろからはスタジオ収録が減り、ロケーション場所での収録（観客なしの非公開）が多くなっていった。
1999年、放送10周年を迎え関口と水野が記者会見を行った。関口は「人間の最も根となったものを伝えられれば」と抱負を語った。
同年12月5日放送時点で456回を数えた。

## 番組の終焉とその後
末期は徐々に視聴率が低下しながらも、21世紀に入ってからも12%前後の水準を維持していた。しかし2002年3月24日放送をもって12年半・全584回の歴史に幕を下ろした。
2002年3月2日から最終回直前の23日まで、午前10時30分から「知ってるつもり?!伝説」と題し傑作選を放送、関口が番組を振り返った。最終回直前の視聴率は12.4%だった。日本テレビ社長の萩原敏雄は「続けても十分大丈夫」としたが関口は「啐啄同時（そったくどうじ）」（物事にはタイミングが大事であるという意味の仏語）とした。
3月17日から2回にわたって行われた最終回スペシャルでは、世界の思想・良心に影響を与える釈迦、イエス・キリスト（番組開始1年ころから関口が「終わるなら、これで」とスタッフと話し合っていた）の2聖人を1時間半にわたって取り上げ、最後に「感動のグランドフィナーレ」と字幕スーパーが表示され、関口への花束贈呈の様子を映して番組を終了した。
同年4月からは不定期に放送されていた『絶対に訴えてやるぞ!!芸能人vs弁護士軍団・大爆笑!法律バトル』をレギュラー化させた『行列のできる法律相談所』（2021年10月から『行列のできる相談所』に改題）を後継番組として開始した。なお、『行列』には当番組のパネリストだった加山雄三や堺正章は複数回ゲスト出演しているが関口は一度も出演経験がない。
2023年11月現在、BS12トゥエルビで『知ってたつもり!? 』という番組が放送されているが、直接の関連はない。

## 出演者

### 司会
- 関口宏

### アシスタント
- 高木希世子（番組開始 - 1996年9月）
  - 宮田佳代子（高木のピンチヒッター）
- 千野志麻（当時関口宏事務所所属、1997年1月5日 - 1999年3月）
- 水野真紀（1999年4月 - 最終回まで）

### パネリスト（主にレギュラー扱い）
- 加山雄三
- 大空眞弓1992年からセミレギュラー[8]
- 堺正章
- 城戸真亜子他

## スタッフ
- 構成：武田隆、平松邦宏、豊村剛、内田裕士、雫弘幸、冨永一郎、菊原共基、新田英生、佐々木守、わぐりたかし他
- 歴代演出：矢野義幸、藤井信一、浅岡弘行、鷹羽邦彦、李憲彦、吉原利一、江藤正行、松下元、宮井良則、湯浅健司、前田展宏他
- 歴代プロデューサー：小山正、小山啓、大澤弘子、大野彰作、森清和夫
- 歴代チーフプロデューサー：高橋靖二、重松修、大井紀子、室川治久、吉川圭三
- 制作協力：IVSテレビ制作、エムロックス、テレビキッズオフィス、TVSTATION、TVBOX、マックスコム、東京映画新社、ネバーランド、バサラ、三桂
- 製作著作：日本テレビ

## テーマ曲

### オープニングテーマ
- 「ビスマルク出動」（戸塚修作曲、『星銃士ビスマルク』BGMより）

### 歴代エンディングテーマ
- 岡村孝子「愛がほしい」（1989年10月8日 - ）
- 平井菜水「めざめ」（1990年3月4日 - ）
- 平井菜水「輝きたいから」（1991年9月22日 - ）
- 平井菜水「誕生物語」（1992年11月8日 - ）
- ヤン・スギョン「泣きながら ほほえみながら 愛しながら」（1993年6月6日 - ）
- 大橋純子「Rain」（1994年1月2日 - ）
- 真璃子「素直になって…」（1994年5月1日 - ）
- 国分友里恵「憧憬（あこがれ）」（1994年10月9日 - ）
- Akiko「Sweet Chiristmas」（1995年10月1日 - ）
- 衛藤利恵「この海へ」（1996年1月7日 - ）
- 石嶺聡子「Shine」（1996年10月13日 - ）
- 薬師丸ひろ子「交叉点 〜そう それがそう〜」（1997年4月13日 - ）
- X JAPAN「THE LAST SONG」（1997年12月7日 - ）
- 亜波根綾乃「遙かなわたしたちへ〜eternal ribbon in the air〜」（1998年5月3日 - ）
- L'Arc〜en〜Ciel「forbidden lover」（1998年9月27日 - ）
- 荻野目洋子「WE'LL BE TOGETHER」（1999年4月11日 - ）
- ゴダイゴ「地球を我が手に」（1999年10月17日 - ）
- Bluem of Youth「Stairway」（2000年1月9日 - ）
- ASKA「good time」（2000年4月9日 - ）
- ジョー山中「A MAN, beyond the sky」（2000年10月15日 - ）

## 放送一覧・視聴率

### 視聴率ベスト10
※『テレビ夢50年』番組編・5 1989 - 1995（日本テレビ50年史編集室 編）p.54　より出典。
| 順位  | 放送日         | タイトル                                     | 視聴率 |
| ----- | -------------- | -------------------------------------------- | ------ |
| 第1位 | 1993年10月10日 | ジョン・F・ケネディ伝説 （2時間SP）          | 26.1%  |
| 第2位 | 1991年10月13日 | 女帝伝説 （90分SP）                          | 24.6%  |
| 第3位 | 1993年5月23日  | 織田信長                                     | 24.1%  |
| 第4位 | 1994年12月25日 | 大富豪伝説 （2時間SP）                       | 23.3%  |
| 第5位 | 1999年6月13日  | 小野田寛郎と猛烈母30年戦争                   | 23.2%  |
| 第6位 | 1993年5月16日  | 芥川龍之介                                   | 23.1%  |
| 第7位 | 1995年5月21日  | 北条政子                                     | 23.0%  |
| 第7位 | 1997年3月23日  | 激動世紀末!!大予言者伝説 （2時間スペシャル） | 23.0%  |
| 第9位 | 1991年4月7日   | 独裁者伝説 （90分SP）                        | 22.8%  |
| 第9位 | 1993年11月14日 | 春日局                                       | 22.8%  |
| 第9位 | 1996年2月25日  | カレン・カーペンター                         | 22.8%  |

## ネット局
系列はネット終了時（2002年3月）のもの（それ以前に放送が打ち切られた場合は打ち切り時点の系列のもの）。
| 放送対象地域  | 放送局             | 系列                                         | 備考              |
| ------------- | ------------------ | -------------------------------------------- | ----------------- |
| 関東広域圏    | 日本テレビ         | 日本テレビ系列                               | 制作局            |
| 北海道        | 札幌テレビ         | 日本テレビ系列                               |                   |
| 青森県        | 青森放送           | 日本テレビ系列                               |                   |
| 岩手県        | テレビ岩手         | 日本テレビ系列                               |                   |
| 宮城県        | ミヤギテレビ       | 日本テレビ系列                               |                   |
| 秋田県        | 秋田放送           | 日本テレビ系列                               |                   |
| 山形県        | 山形テレビ         | フジテレビ系列                               | 1993年3月21日まで |
| 山形県        | 山形放送           | 日本テレビ系列                               | 1993年4月4日から  |
| 福島県        | 福島中央テレビ     | 日本テレビ系列                               |                   |
| 山梨県        | 山梨放送           | 日本テレビ系列                               |                   |
| 新潟県        | テレビ新潟         | 日本テレビ系列                               |                   |
| 長野県        | テレビ信州         | 日本テレビ系列                               | [ 注 7 ]          |
| 静岡県        | 静岡第一テレビ     | 日本テレビ系列                               |                   |
| 富山県        | 北日本放送         | 日本テレビ系列                               |                   |
| 石川県        | テレビ金沢         | 日本テレビ系列                               | 1990年4月開局から |
| 福井県        | 福井放送           | 日本テレビ系列 テレビ朝日系列                |                   |
| 中京広域圏    | 中京テレビ         | 日本テレビ系列                               |                   |
| 近畿広域圏    | 読売テレビ         | 日本テレビ系列                               |                   |
| 鳥取県 島根県 | 日本海テレビ       | 日本テレビ系列                               | [ 注 8 ]          |
| 広島県        | 広島テレビ         | 日本テレビ系列                               |                   |
| 山口県        | 山口放送           | 日本テレビ系列                               |                   |
| 徳島県        | 四国放送           | 日本テレビ系列                               |                   |
| 香川県 岡山県 | 西日本放送         | 日本テレビ系列                               |                   |
| 愛媛県        | 南海放送           | 日本テレビ系列                               |                   |
| 高知県        | 高知放送           | 日本テレビ系列                               |                   |
| 福岡県        | 福岡放送           | 日本テレビ系列                               |                   |
| 長崎県        | テレビ長崎         | フジテレビ系列                               | 1990年9月打ち切り |
| 長崎県        | 長崎国際テレビ     | 日本テレビ系列                               | 1991年4月開局から |
| 熊本県        | くまもと県民テレビ | 日本テレビ系列                               |                   |
| 大分県        | テレビ大分         | 日本テレビ系列 フジテレビ系列                |                   |
| 宮崎県        | テレビ宮崎         | フジテレビ系列 日本テレビ系列 テレビ朝日系列 | [ 注 9 ]          |
| 鹿児島県      | 南日本放送         | TBS系列                                      | 1992年3月打ち切り |
| 鹿児島県      | 鹿児島読売テレビ   | 日本テレビ系列                               | 1994年4月開局から |
| 沖縄県        | 琉球放送           | TBS系列                                      | 1993年4月から     |

## 本番組のパロディ
- 知ってるつもりつもって?!
フジテレビのバラエティ番組『ウッチャンナンチャンのやるならやらねば!』の中で1回だけ放送された。扱われたテーマは番組内で内村光良が演じていたキャラクター「九州男児」だった。パネリストのうち加山雄三は当時番組内で彼に扮していた南原清隆が演じた。
- 知っとるつもり?!
フジテレビのバラエティ番組『ダウンタウンのごっつええ感じ』の中で1回だけ放送された。テーマが生後2か月の新生児で伝記的なエピソードが存在しないため、関口と高木に扮したダウンタウンと、パネリストの小林完吾、アントン・ウィッキー、高見恭子はコメントに困惑するだけだった。
- 知っとるつもり?!
フジテレビのバラエティ番組『ラスタとんねるず'94』の1コーナー「SPITTING IMAGE JAPAN」で1回だけ放送された。テーマは「ヘレン・ケラー」。パネリストの加山雄三のみ木梨憲武が演じ、それ以外の出演者はすべて人形キャラ。
- 知ってるくせに?!
TBSの特別番組『元旦まで感動生放送!史上最大39時間テレビ「ずっとあなたに見てほしい 年末年始は眠らない」』の中の1コーナー「サザンオールナイト ロック怪獣サザン伝説」の1本として放送。サザンオールスターズをテーマにしており、メンバーは司会者やパネリストにも扮している。
- 知ってるタモリ?!
テレビ東京「クイズ!タモリの音楽は世界だ」で一時あったオープニングクイズコーナー。音楽についての単純な知識問題早押しクイズではあるが、コーナーロゴが当番組そっくりであった。